# 20279 Harel
A 20279 Harel (ideiglenes jelöléssel 1998 FZ47) a Naprendszer kisbolygóövében található aszteroida. A LINEAR projekt keretében fedezték fel 1998. március 20-án.